# Venus ovata
Venus ovata är en musselart. Venus ovata ingår i släktet Venus och familjen venusmusslor. Inga underarter finns listade i Catalogue of Life.